# Schwalbe (marque)
Schwalbe est une marque de Ralf Bohle GmbH, un fabricant allemand de pneus pour vélos, scooters et fauteuils roulants. Schwalbe produit une large gamme de pneus pour différentes applications cyclistes, mais est surtout connu pour ses pneus de transport, de tourisme et utilitaires tels que la gamme Marathon,. Schwalbe propose également des pneus pour vélos à roues de petite taille, tels que 16" (Brompton) ou 20" (BMX), un marché ignoré par certains grands fabricants.

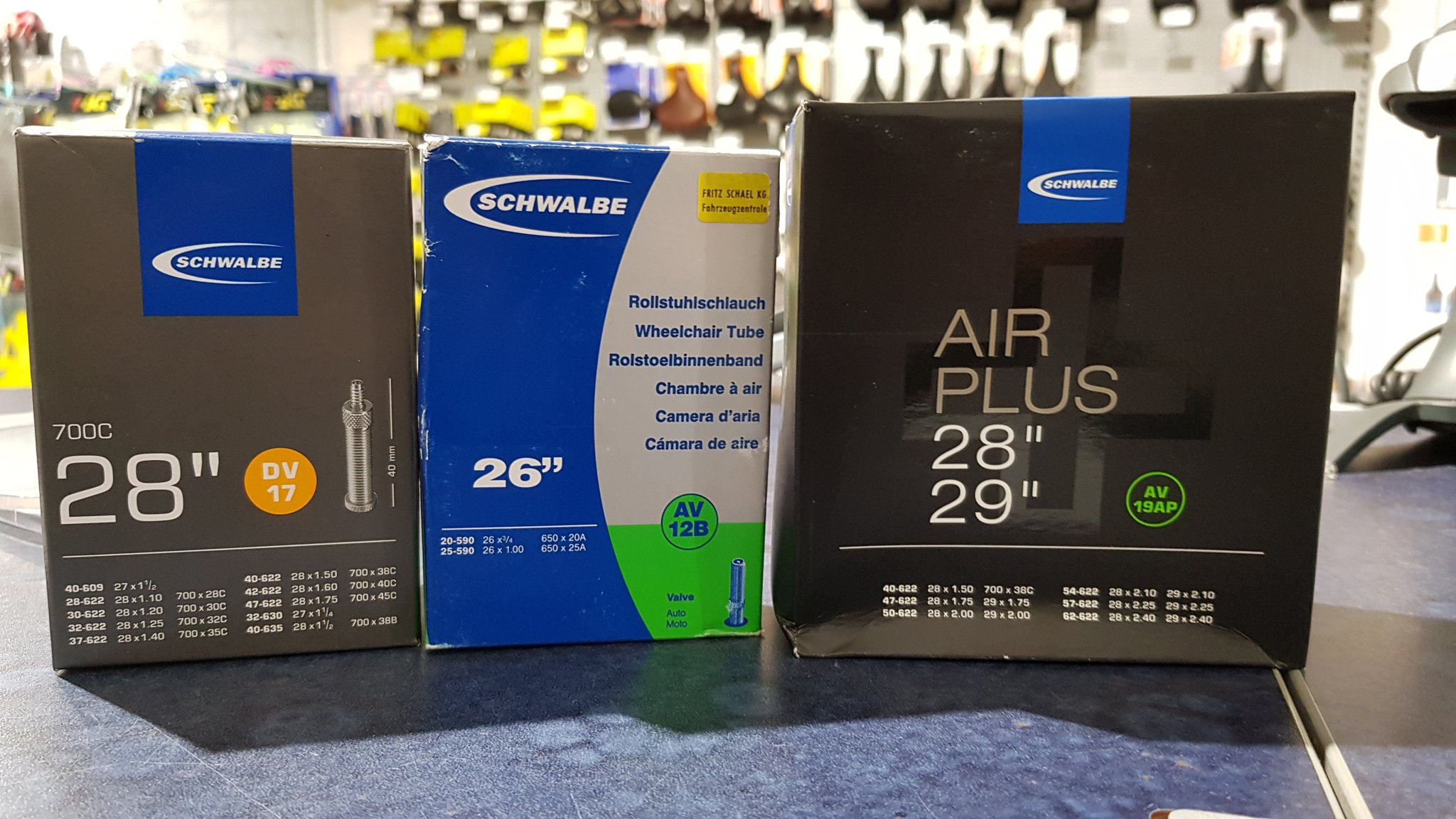
Étuis de chambres à air Schwalbe.

Schwalbe est basé à Reichshof - Wehnrath, près de Cologne, en Allemagne. La fabrication est effectuée dans son usine indonésienne, qui est détenue en copropriété avec son partenaire de production, la coentreprise coréenne, PT Hung-A.